# Transfeminismo

Símbolo do transfeminismo.

Transfeminismo é uma corrente do feminismo voltada especialmente às questões da transgeneridade. O transfeminismo nasce da aplicação de conceitos e pautas relacionadas à transgeneridade ao discurso feminista, e do discurso feminista sobre os conceitos da transgeneridade. Suas raízes são difusas e variam a depender da autoria, incluindo aproximações com o feminismo negro, trazendo como um de seus conceitos centrais a interseccionalidade, assim como a teoria queer e os estudos de gênero.
O transfeminismo, ou feminismo transgênero, é tanto como uma filosofia quanto como uma práxis acerca das identidades trans, que visa a transformação dos feminismos a partir de uma crítica fundamental à biologização do conceito de gênero, reconhecendo que confundir sexo biológico e gênero corresponde a somente considerar mulheres cisgênero como mulheres, e homens cisgênero como homens, excluindo assim mulheres e homens transgênero, assim como identidades não-binárias e intersexo.
O transfeminismo é a aplicação dos discursos e dos pensamentos feministas para um discurso que inclua as pessoas trans. Significa também o estabelecimento do transfeminismo dentro do feminismo tradicional, com algumas questões específicas que se aplicam a pessoas trans (transexuais, transgêneros e travestis), mas com boa parte das questões podendo ser relevantes a todas as mulheres.
Nas últimas décadas a ideia de que todas as mulheres passam por uma experiência comum tem sido criticada por mulheres negras, lésbicas, indígenas, com deficiência e de baixa renda, citando apenas algumas. Mulheres trans estão questionando também o que significa ser uma mulher, e estão desafiando a ideia de gênero como um fato biológico. Insistem que suas experiências como mulheres sejam reconhecidas como parte da causa feminista.
O transfeminismo engloba todos os grandes temas da terceira onda do feminismo. O transfeminismo não é apenas a fusão das questões trans no feminismo, é uma análise crítica da segunda onda do feminismo pela perspectiva da terceira onda. O transfeminismo critica as principais noções de masculinidade hegemônica e argumenta que as mulheres precisam de direitos iguais.
Como parte dos estudos de gênero, análises transfeministas tem proposto o entendimento das questões de gênero sem viéses biologizantes, que confundam a construção e o estabelecimento social das condições de vida de homens e mulheres com a sua constituição biológica.
O transfeminismo é um conceito relativamente novo, ainda cercado de desinformações, mas que vem se desenvolvendo teoricamente a partir do trabalho de alguns pensadores e pesquisadores, e tem crescido e sendo assimilado ao discurso feminino oficial na medida em que mais e mais mulheres trans reivindicam e participam de atividades, grupos, eventos e encontros feministas. Algumas mulheres trans brasileiras cujo pensamento e atuação pública têm sido significativos para o transfeminismo: Jaqueline Gomes de Jesus, Dodi Leal, Neon Cunha, Amara Moira e Laerte Coutinho.

## Princípios
O transfeminismo não é uma forma de pensamento e de prática restrita à população trans, pode ser aplicada a todos os grupos e condições sociais, como um movimento intelectual e político, partindo de 4 (quatro) princípios básicos:
1. desmantelar e redefinir a equiparação entre gênero e biologia;
2. reiterar o caráter interrelacional das opressões;
3. reconhecer a história de lutas das travestis e das mulheres transexuais e as experiências pessoais da população transgênero de forma geral; e
4. validar as contribuições de quaisquer pessoas, transgênero ou cisgênero.[3]

## Transfeminismo no Brasil
Embora tenha origens em uma produção anglófona, sendo originalmente cunhada por Emi Koyama a partir dos transgender studies, o pensamento transfeminista no Brasil tem seguido caminhos particulares no Brasil. Inicialmente partindo de discussões na blogosfera, discussões relativas a pautas e perspectivas de Interseccionalidade e decolonialidade tem sido crescentemente incorporadas, de modo a compreender as interconexões entre desigualdades e, assim como as particularidades de experiências e de vínculos políticos e intelectuais na América Latina. Uma dessas vertentes é do pensamento afrotransfeminista - termo cunhado por Erika Hilton, Giovanna Heliodoro e Maria Clara Araújo. Outras questões levantadas pela produção transfeminista brasileira tem sido a participação ativa de homens trans e transmasculinos; articulações com o putafeminismo e pautas ligadas a prostituição e o trabalho sexual como um todo; aproximações e tensões com o movimento LGBT; conceito de cisgeneridade e seus desdobramentos.

## Transfeminismo X Feminismos
De muitas formas o transfeminismo é similar a formas convencionais do feminismo. Muitas feministas aceitam mulheres trans no feminismo oficial; entretanto, o transfeminismo também tem suas oponentes, especialmente entre aquelas que defendem uma "essência" de base biológica na natureza feminina, ou do "ser mulher".

### Similaridades
Uma das similaridades do transfeminismo com as demais linhas do feminismo é a crença de que a mulher deve se libertar dos tradicionais papéis sociais de gênero. O transfeminismo oferece um novo sentido para gênero. A ideia de que a mulher não deve seguir tradicionais papéis sociais de gênero ocupa um importante papel no feminismo, e o transfeminismo apresenta um novo olhar para esta questão. Pessoas trans forçam a sociedade a questionar suas visões convencionais sobre sexo e gênero o que é exatamente o que as feministas estão tentando fazer. Feministas e transfeministas, juntas, estão lutando contra a ideia de que a biologia significa destino. Feministas designadas no nascimento como mulheres querem ser julgadas por seus méritos, não por gênero. Transfeministas queres ser julgadas da mesma forma, não pelo sexo com que nasceram, nem mesmo o sexo/gênero para o qual transicionaram, mas por seus méritos.
A desordem de identidade de gênero é correntemente listada como uma diagnosticável desordem mental pela Associação Psiquiátrica Americana. Tanto transfeministas quanto tradicionais feministas muitas vezes concordam que tal desordem deve ser removida da lista. As transfeministas argumentam que possuir um gênero diferente não é apenas um "direito trans" é um direito das mulheres também. Esta é outra similaridade entre os dois tipos de feminismo, mulheres são consideradas "outro gênero" simplesmente porque não são homens, enquanto pessoas trans são consideradas "outro gênero" porque não vêem a si mesmos como pertencendo ao gênero com que foram designadas ou designados.
Enfim, o transfeminismo pode ser entendido não como uma proposta fora do feminismo, mas como mais uma das expressões dos feminismos contemporâneos, e por isso também é denominado como feminismo transgênero, um ferramenta útil de análise social e histórica dentro dos estudos e intervenções em gênero.